# Kaufland
Kaufland is sinds 1968 een Duits hypermarktconcern met de hoofdzetel in Neckarsulm. Het behoort tot de Schwarz Gruppe, waar ook Lidl onder valt. Het bedrijf voert een uitgebreid assortiment levensmiddelen en non-food. Er waren in 2022 meer dan 760 vestigingen in Duitsland en in zeven andere landen (Tsjechië: 140, Polen: 238, Kroatië: 45, Bulgarije: 63, Slowakije: 75, Moldavië: 9 en Roemenië: 167). De keten heeft zoals veel supermarkten ook een huismerk: K-Classic (Kaufland Classic).